# Gyraulus parvus
Gyraulus parvus är en snäckart som först beskrevs av Thomas Say 1817.  Gyraulus parvus ingår i släktet Gyraulus och familjen posthornssnäckor. IUCN kategoriserar arten globalt som livskraftig. Arten är reproducerande i Sverige. Inga underarter finns listade i Catalogue of Life.